# Постозух

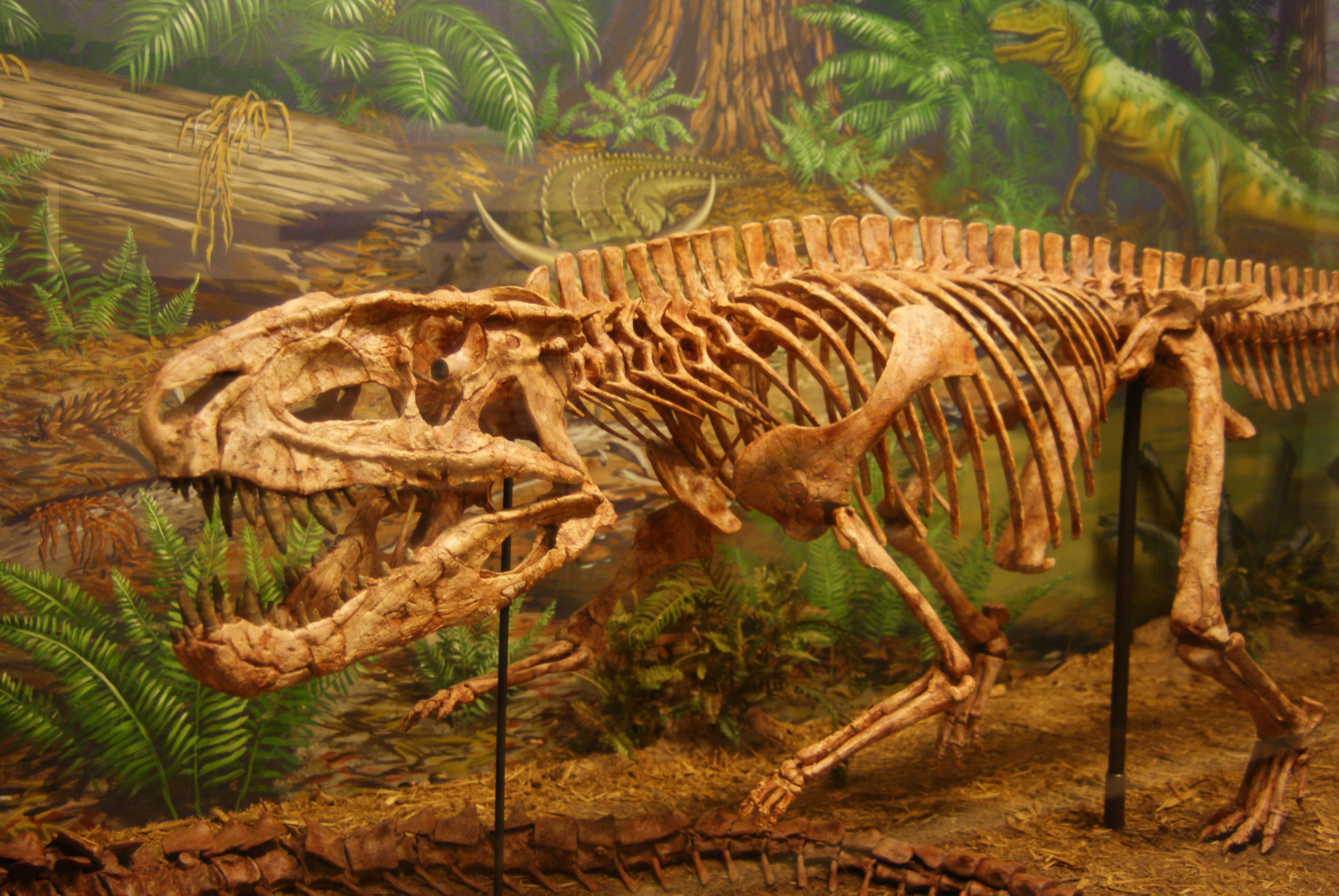
Скелет Postosuchus kirkpatricki в музеї Техаського університету

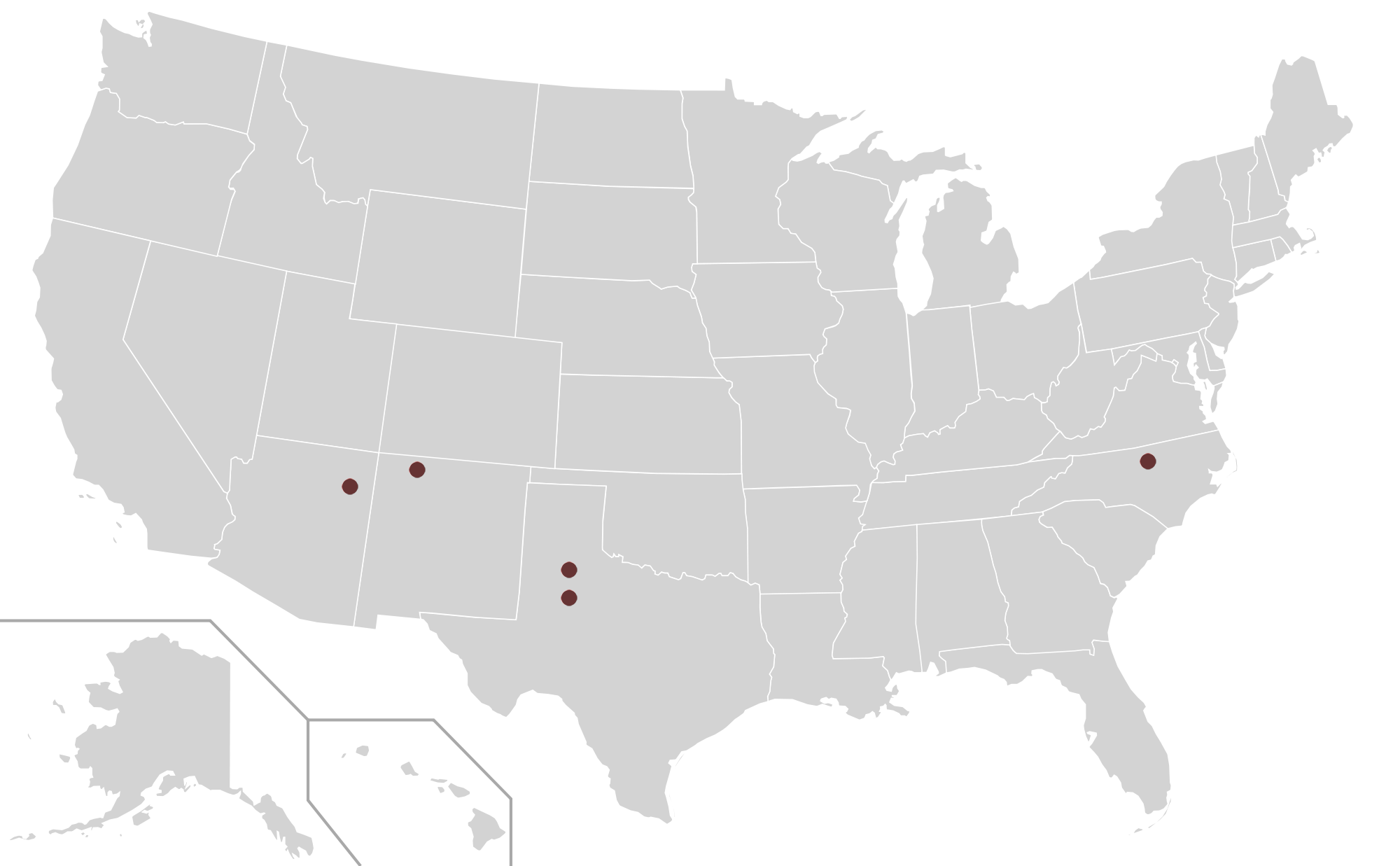
Місця знахідок решток Postosuchus в США (штати Аризона, Нью-Мексико, Північна Кароліна та Техас

Постозух (Postosuchus), що означає «крокодил з Поста» (Пост Гарза, штат Техас, США) — хижий архозавр, який жив у Північній Америці в середині — наприкінці тріасу (228—202 млн років тому).
Голотип i паратип виду Postosuchus kirkpatricki відкрив Санкар Чаттерджі (англ. Sankar Chatterjee). Рештки виду було знайдено у Нью-Мексико, а також на території національного парку Скам'янілий ліс в Аризоні. Голотип виду P. alisonae знайдено в Північній Кароліні.